# Nacer Gaïd
Nacer Gaïd (en arabe : ناصر ڨايد) est un footballeur international algérien né le 9 novembre 1970 à Oran. Il évoluait au poste d'avant centre.

## Biographie

### En club
Nacer Gaïd évolue en première division algérienne avec son club formateur l'ASM Oran puis il part chez son rival le MC Oran.

### En équipe nationale
Nacer Gaïd reçoit une seule sélection en équipe d'Algérie.
Son seul match joué a eu lieu le 2 août 1988 contre la Libye (victoire 0-2).

## Palmarès
MC Oran
| - Coupe d'Algérie (1) : - Vainqueur : 1995-96. - Finaliste : 1997-98 et 2001-02. - Coupe de la Ligue d'Algérie (1) : - Vainqueur : 1995-96. - Finaliste : 1999-00. |  | - Coupe arabe des vainqueurs de coupe (2) : - Vainqueur : 1997 et 1998. - Supercoupe arabe (1) : - Vainqueur : 1999. |